# メトロガイド
メトロガイドは、日刊工業新聞社が1995年から発行しているフリーペーパー。東京メトロの全駅に設置された青いケースに収納され無料配布されている。キャッチフレーズは「地下鉄で四季を感じる情報誌」。

## 概要
発行日は奇数月の5日。公称100万部を発行するフリーペーパーである。毎号およそ30～40ページ程度。
季節に応じて内容が組まれる。例えば、1月号は初詣、4月号はお花見名所、8月号は花火名所、12月はクリスマス特集といった具合である。東京メトロ各駅下車の食べ歩きや寺社観光などの紹介が主であるが、それだけに偏らず、JR・他の私鉄各駅や、多摩地域についても紹介されている。またフリーペーパーのため、広告も満載されている。

## 主要記事
シリーズ化している主な記事は、以下のとおりである。番号が振られていない記事もある。

### 東京探訪
取材とイラストともに朝倉千夏著作。「メトロで行くちょっとウキウキ街歩き」をテーマに、下車した駅の周辺をぶらぶら歩く。 Vol.53より著者がイラストレーターの高橋カオリに交代。テーマは「東京の街・人・モノ巡り」となる。
- Vol.31（2006年12月号）- 御茶ノ水界隈
- 番外編（2007年1月号）- 日本科学未来館
- Vol.32（2007年2月号）- 落合
- Vol.33（2007年3月号）- 町屋
- Vol.34（2007年4月号）- 九段下
- Vol.35（2007年5月号）- 早稲田
- Vol.36（2007年　月号）-
- Vol.37（2007年8月号）- 錦糸町
- Vol.38（2007年9月号）- 神保町
- Vol.39（2007年10月号）- 人形町・水天宮前
- Vol.40（2007年11月号）- 永田町
- Vol.41（2008年1月号）- 浅草
- Vol.42（2008年2月号）- 有楽町
- Vol.43（2008年4月号）- 月島
- Vol.44（2008年5月号）- 麻布十番
- Vol.45（2008年6月号）- 赤坂
- 番外編（2008年7月号）- 東京ドームシティ
- Vol.46（2008年8月号）- 渋谷
- Vol.47（2008年10月号）- 三ノ輪
- Vol.48（2008年11月号）- 雑司が谷
- Vol.49（2008年12月号）- 新橋・汐留
- Vol.50（2009年1月号）- 北千住周辺
- Vol.51（2009年2月号）- 北参道駅周辺
- Vol.52（2009年3月号）- 東京駅・二重橋前駅周辺
- Vol.53（2009年4月号）- 芝公園周辺
- Vol.54（2009年5月号）- 原宿周辺
- Vol.55（2009年6月号）- 池袋周辺
- 番外編（2009年7月号）- 横浜周辺
- Vol.56（2009年8月号）- 飯田橋周辺
- Vol.57（2009年9月号）- お台場周辺
- 番外編（2009年10月号）- 海浜幕張周辺
- Vol.58（2009年11月号）- 皇居外周周辺
- Vol.59（2009年12月号）- 吉祥寺周辺
- Vol.60（2010年1月号）- 竹ノ塚周辺
- Vol.61（2010年2月号）- 東大前周辺
- 「埼玉探訪」Vol.1（2010年3月号）-越生周辺
- Vol.62（2010年4月号）- 茗荷谷周辺
- 「埼玉探訪」Vol.2（2010年5月号）- 西武秩父周辺
- Vol.63（2010年6月号）- 鶯谷周辺
- Vol.64（2010年7月号）- 笹塚周辺
- Vol.65（2010年8月号）- 西新宿周辺
- Vol.66（2010年9月号）- 御岳山周辺
- 「埼玉探訪」Vol.3（2010年10月号）- 高麗周辺
- Vol.67（2010年11月号）- 木場周辺
- Vol.68（2010年12月号）- 西荻窪周辺

### 日高良実の旅するイタリアン
日高良実監修。イタリア料理をレシピ付きで紹介。
- 第4回（2006年12月号）- ピエモンテ州
- 第5回（2007年1月号）- ラツィオ州
- 第6回（2007年2月号）- フリウリ・ヴェネツィア・ジュリア州
- 第7回（2007年3月号）- リグーリア州
- 第8回（2007年4月号）- プーリア州
- 第9回（2007年5月号）- エミリア＝ロマーニャ州

### ペット相談室
獣医師共栄会企画。「犬猫の疑問を大解決!」する紙面相談。
- vol.18（2006年12月号）- イヌの耳の病気について
- vol.19（2007年3月号）- ダックスフントの脊椎異常
- vol.21（2007年5月号）- イヌとドライブを楽しむために

### メトロえきなか法律相談所
弁護士法人法律事務所が監修。「5分で納得」できる、日常の法律問題を解決する紙面相談。内容によって、弁護士・行政書士・社会保険労務士などが回答する。
- case.8（2006年12月号）- 離婚しても遺族年金って遺族でももらえるの?
- case.9（2007年1月号）- 悪徳商法に引っかかって、契約してしまったら?
- case.10（2007年2月号）- グレーゾーン金利とはどのようなものですか
- case.11（2007年3月号）- 敷金から差し引かれるのはどんな費用?
- case.12（2007年4月号）- 電子申告って、一体何ですか?
- case.13（2007年5月号）- 電子定款認証って、どんなもの?

### おまたまさこの満腹物語
小俣雅子著。気に入ったお菓子や料理を紹介するコラム。駅伝好きな著者のため、時期になると駅伝の話題が毎年掲載される。また、文化放送の「吉田照美のやる気MANMAN!」（2007年3月30日終了）のパーソナリティでもあったため、その話題も度々掲載された。

### カラダの赤信号黄信号
「症状から原因をさぐる」健康コラム。チェック項目があり、そこからカラダの症状をさぐる。監修者は毎号変わる。
- #04（2006年12月号）- 胸やけが続く・胃が痛む
- #05（2007年1月号）- 突然、片耳が聞こえづらくなった
- #06（2007年3月号）- 腰が痛む!
- #07（2007年4月号）- 顎が痛い・顎で音が鳴る
- #08（2007年5月号）- 頭が痛い！

### いい店見つけた
椎名勲著、絵コンテ瀧澤正治。

### 星占い
幻流監修。紙面裏をめくったページに掲載。12星座別に分けられ、その月のラッキーポイントも掲載されている。